# ボルドー政治学院

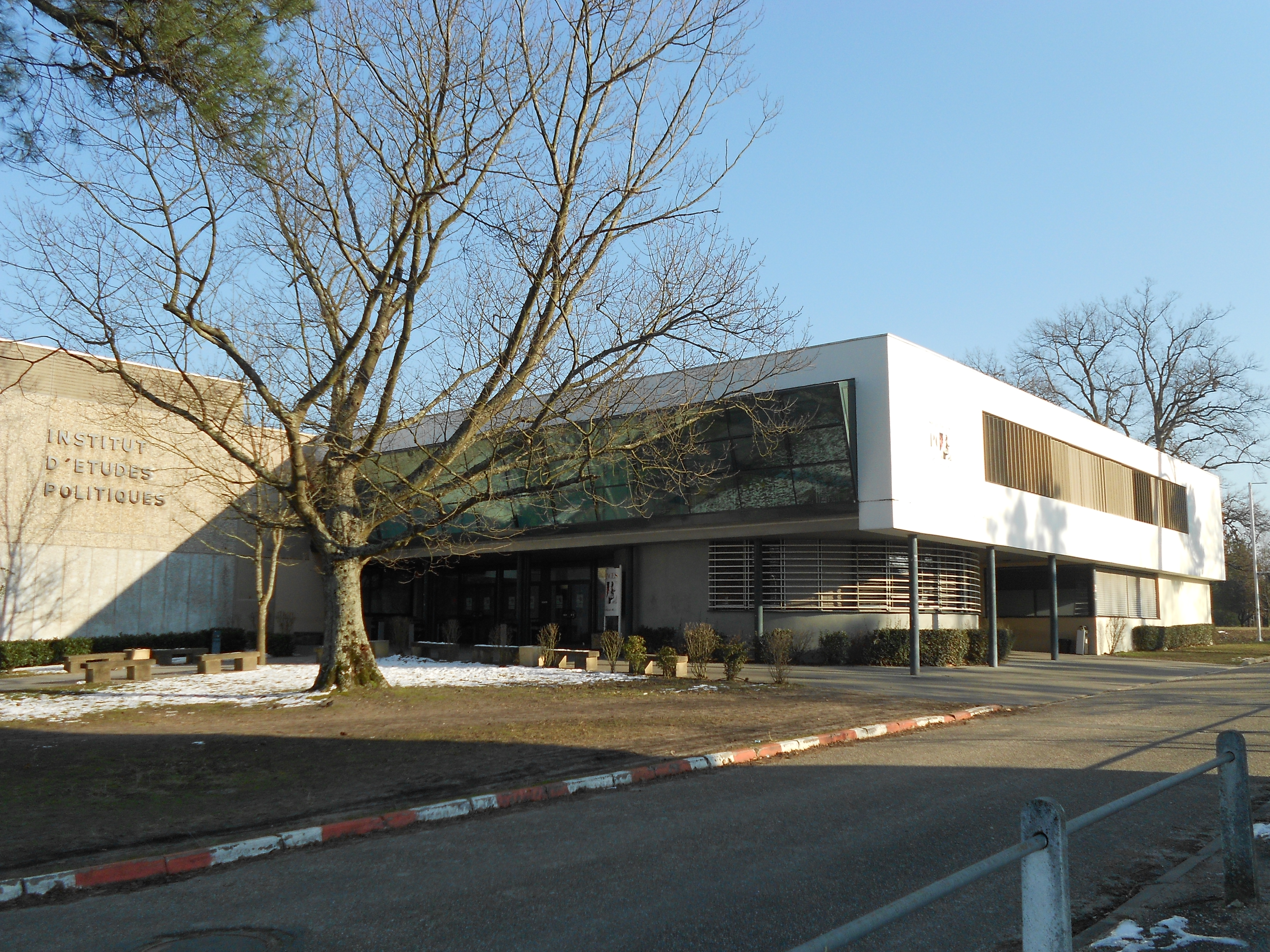
ボルドー政治学院

ボルドー政治学院（Institut d'études politiques de Bordeaux、Science Po Bordeaux）は、フランス・ボルドーの地方政治学院（行政系グランゼコール）。ボルドー大学付属校。パリ政治学院、グルノーブル政治学院とともに単独入試を実施している３校のうちの一校である。

## 主な出身者
- 小川郷太郎
- ベルナール・カズヌーヴ